# Silberberg (Bodenmais)
Pour les articles homonymes, voir Silberberg (homonymie).
Le Silberberg est une montagne culminant à 955 mètres d'altitude dans le massif de la forêt de Bohême.

## Géographie

### Situation
Le Silberberg se situe à l'est du village de Bodenmais.

### Faune
Environ 14 espèces différentes de chauves-souris réunissant des milliers de spécimens ont leurs quartiers d'hiver au Silberberg. En été, ils passent la journée dans des granges, des arbres et des nichoirs.

## Histoire
Une ancienne mine est mentionnée au Silberberg pour la première fois en 1463. On extrait d'abord de l'argent jusqu'en 1542 puis l'extraction du vitriol devient de plus en plus importante. L'État et les propriétaires privés se succèdent jusqu'à ce que la mine soit finalement nationalisée en 1772. Dans le même temps, la production passe à l'oxyde de fer(II). L'extraction de métaux précieux prend fin en 1845. En 1927, l'entreprise est transformée en société anonyme. Le travail s'arrête le 27 mai 1962.

## Tourisme
Le Silberberg se transforme ensuite en un lieu de loisirs et de tourisme. Des visites minières ont lieu. Il y a une piste de luge d'été de 600 m, d'autres installations comprennent des zoos pour enfants et des terrains de jeux. En hiver, le domaine skiable de Silberberg dispose d'une piste de luge d'hiver et d'un parc de ski pour enfants.
L'halothérapie est également proposée, les maladies respiratoires chroniques, l'inflammation chronique des sinus nasaux, la bronchite chronique et l'asthme et la coqueluche sont traités dans le Bodenmaiser Heilstollen.
Un télésiège mène de Bodenmais via le restaurant de montagne Silberberg (station intermédiaire, entrée du Barbarastollen) juste en dessous du point culminant.
Sur le pic rocheux est implantée une croix sommitale avec une vue profonde de Bodenmais. On peut s'y rendre par différents sentiers de randonnée, par exemple depuis Böhmhof (gare de la ligne de Zwiesel à Bodenmais), Brandten ou depuis le parking de Schönebene.